# Dance All Nite/O Do Not Love Me to Long
Dance All Nite/O Do Not Love Me to Long è un 45 giri della cantautrice pop italiana Lu Colombo, pubblicato nel 1983 dall'etichetta discografica EMI.

## I brani
Dance All Nite, scritto da Lu Colombo e David Riondino e arrangiato da Mario Saroglia è un brano italo disco che ebbe un grande successo, raggiungendo l'ottava posizione dei singoli più venduti.
Il brano, vincitore de Un disco per l'estate 1983, è stato utilizzato nella colonna sonora del film Vacanze di Natale.

## Lato N
O Do Not Love Me to Long è il lato b del singolo, scritto da W.B. Yeats, su musica di lu Colombo.

## Tracce
Lato A
1. Dance All Nite – 3:38 (Lu Colombo - David Riondino)

Durata totale: 3:38
Lato B
1. O Do Not Love Me To Long – 3:44 (W.B. Yeats - Lu Colombo)

Durata totale: 3:44

### Classifiche
| Classifica    | Posizione migliore |
| ------------- | ------------------ |
| Italia (FIMI) | 8                  |